# Só Modão
Só Modão é um álbum ao vivo da dupla sertaneja João Neto & Frederico lançado em 2010 pela Som Livre. O show de gravação aconteceu em Santa Fé Hall na cidade de Goiânia (GO) no dia 8 de junho de 2010. Nesse projeto a dupla apresenta grandes clássicos da música sertaneja e nacional, e também contando com as participações de Eduardo Costa, João Carreiro & Capataz, David & Del Vecchio, Fernando & Sorocaba e Gil Nunes (pai da dupla).

## Faixas
| N.º | Título                                                                                            | Duração |  |
| 1.  | "Boate Azul / O Ipê e o Prisioneiro / Telefone Mudo"                                              |         |  |
| 2.  | "Hoje Está Fazendo Um Ano"                                                                        |         |  |
| 3.  | "Vou Tomar Um Pingão" (part. Eduardo Costa)                                                       |         |  |
| 4.  | "A Melhor do Brasil" (part. João Carreiro & Capataz)                                              |         |  |
| 5.  | "Amor Distante / Canarinho Prisioneiro"                                                           |         |  |
| 6.  | "Hoje Eu Quero Te Amar" (part. David & Del Vecchio)                                               |         |  |
| 7.  | "Ladrão de Mulher / Pagode / Goiás é Mais"                                                        |         |  |
| 8.  | "Chora"                                                                                           |         |  |
| 9.  | "Bijuteria"                                                                                       |         |  |
| 10. | "Franguinho Na Panela"                                                                            |         |  |
| 11. | "Meu Ex-Amor / Garçom / Fogo e Paixão"                                                            |         |  |
| 12. | "Tocando Em Frente" (part. Fernando & Sorocaba)                                                   |         |  |
| 13. | "Canoeiro / Peito Sadio"                                                                          |         |  |
| 14. | "Dama de Vermelho / Fruto Especial / Essa Noite Eu Queria Que o Mundo Acabasse" (part. Gil Nunes) |         |  |
| 15. | "Sublime Renúncia"                                                                                |         |  |
| 16. | "Iolanda"                                                                                         |         |  |
| 17. | "Separados"                                                                                       |         |  |
| 18. | "Não Vou Mais Chorar"                                                                             |         |  |
| 19. | "Nuvem de Lágrimas"                                                                               |         |  |